# Teologija
Teologija je veda o bogu in o stvareh v odnosu do njega. Sopomenka besede je tudi bogoslovje.
Kot akademska disciplina se predava na univerzah po vsem svetu, v obliki fakultet (ang. Faculty of Theology), bogoslovnih semenišč (ang. Seminaries) ali bogoslovnih šol (ang. Schools of divinity). Ob koncu svojega izobraževanja študent lahko prejme nazive: doktor teologije (kratica: D.Div; Doctor Divinitas lat.), magister teologije (kratica Th.M; Theologiae Magister lat.) ali diplomant teologije (kratica B.Div; Baccalaureus Divinitas).
Teologija v Sloveniji se kot humanistična znanost v okviru doktorskega, magistrskega in diplomskega študija poučuje na Teološki fakulteti z enotama v Ljubljani in Mariboru.
Kot družboslovna znanost se religijske in kulturne študije poučuje tudi na Fakulteti za družbene vede in na Filozofski fakulteti Univerze v Ljubljani, v okviru doktorskega, magistrskega in diplomskega študija.

## Etimologija
Slovenska beseda Teologija izvira iz grške besede theologia (θεολογία), ki je zloženka iz besede Theos (Θεός), kar pomeni 'Bog' in besede -logia (-λογία), ki med drugim pomeni tudi govor, pripoved, razlaga ali beseda.
Beseda theologia je iz rabe v grščini prešla tudi v latinščino, v nemščini kot theologie v francoščino pa kot théologie. Angleška ustreznica besedi je theology, ki se je pojavila leta 1362.
Sopomenka besede teologija je beseda bogoslovje, ki je v rabi od 16. stoletja.

## Definicija
Avguštin iz Hipona je definiral latinsko besedo theologia kot »razlaganje in razpravljanje, ki zadeva Božje«. Richard Hooker je angleško besedo theology definiral kot »znanost o božanskih rečeh«. Termin je seveda lahko uporabljen v različnih kulturnih in religijskih kontekstih prav tako pa tudi deli še naprej po disciplinah svojega študija.
Teologija se začne s predpostavko, da božansko v neki obliki obstaja. Ta oblika je lahko fizična, nadnaravna, umska ali pa zadeva neko družbeno stvarnost. Dokaze za obstoj Boga je mogoče najti na podlagi lastne osebne duhovne izkušnje ali pa na podlagi izkušnjah drugih po svetu ali dokumentiranih zapisih drugih. Študij teh predpostavk ni del cele teologije, s tem se ukvarja filozofija religije, čedalje bolj pa tudi psihologija religije in neuroteologija. Teologija na podlagi teh predpostavk s svojim študijem kot znanost cilja na dojemanje strukture Božjega in razumevanje izkušenj in konceptov povezanih z Božanstvom. Tako dojemanje se tudi pogojuje človekov odnos do življenja in njegova moralna dejanja. 
Teologi uporabljajo različne oblike analize in argumentov (izkušenjske, filozofske, etnografske, zgodovinske in druge), da pomagajo razumeti, razložiti, preizkusiti, kritično obravnavati, braniti ali promovirati množico religioznih tem. Podoben primer je tudi v filozofiji etike in kavzalnem pravu. Argumenti pogosto predpostavljajo obstoj prej razčišenih vprašanj. Razvoj znanosti poteka ob delanju analogij med razčiščenimi vprašanji, ki se podobno pojavljajo v novih situacijah.
Študij teologije lahko teologu pomaga globlje razumeti svojo religiozno tradicijo, ali pa ga usposobi za raziskovanje narave božjega brez kakršnekoli osebne preference do določene religije. Teologija je lahko uporabljena za prepričevanje, spreminjanje ali upravičevanje verske tradicije, lahko pa je uporabljena tudi v namene primerjanja, izziva (prim. biblični kriticizem) ali oporekanja religijski tradiciji in svetovno-nazorskemu pogledu. Teologija daje teologu orodje, da naslovi sedanjo situacijo ali potrebo skozi versko tradicijo ali, da išče nove možne poti interpretiranja sveta. 

## Zgodovina
V 4.stoletju pr. n. št. je Theologia pomenila 'govor o Bogu', primer je zapis v Platonovi Republiki. Aristotel je teoretično filozofijo razdelil v mathematike, physike in theologike. Zadnja kategorija je grobo ustrezala metafiziki, ki je po Aristotelu vključevala tudi govor o božanskem. 
Grški stoični viri, kot recimo latinski pisec Mark Terencij Varo, razlikuje tri oblike govorjenja o božanskem: mitično (v kontekstu mitov grških bogov), razumsko (kot filozofska analiza bogov in kozmologij) in civilno (v kontekstu obredov in dolžnosti javnih verskih praznovanj). 
Pojem theologos, je tesno povezan z besedo theologia, pojavi se tudi v svetem pismu, v knjigi Razodetja. Apokalypsis ionnoy toy theologoy, 'Sporočil ga je po svojem angelu svojemu služabniku Janezu'. Grške besede na tem mestu ne moremo razumeti kot 'Janezu teologu', kakor bi se tudi dajalo prevajati v slovenščino, ampak kot besedo ali sporočilo dano Janezu - kot njemu, ki govori besede Boga, logoi toy theoy. 
Tertulijan in Avguštin sledita Varrovi opredelitvi trojne rabe, čeprav ga Avguštin razume bolj preprosto kot zgolj razglabljanje ali razpravljanje, ki zadeva Boga. 
V virih grških krščanskih virov, beseda theologia pomeni, navdihnjeno in razodeto vedenje in študij o bistveni naravi Boga.
Latinski avtor Boetij, ki piše v začetku 6.stoletja, besedo theologia uporabi za razmejitev od filozofije kot predmeta zgolj akademskega študija, ki se ukvarja z negibno in nestvarno realnostjo (za razliko od physica, ki se ukvarja s stvarno in gibno realnostjo). Boetijeva definicija latinskega pojma je vplivala na razumevanje in uporabo v času srednjega veka.
V latinskih sholastičnih virih, je pojem pomenil racionalen študij in doktrino krščanske religije oziroma akademsko disciplino, ki je preučevala povezanost in njeno vpletenost v jezik ter koncept svetega pisma in teološke tradicije. Kasneje je bila ta misel povzeta v knjigi Petra Lombardskega z naslovom: Libri Quattuor Sententiarum, knjigi z izvlečki cerkvenih očetov.
V renesansi se je pod vplivom Dantejeve poezije prepojene z florentinsko Platonistično mislijo, zgodilo razlikovanje med 'poetično teologijo' (theologia poetica) in 'razodeto oz. biblično teologijo'. To razlikovanje je obudilo prizadevanje po filozofiji neodvisni od teološke avtoritete. 
Pod tem vplivom je beseda teologija v 14. stoletju, kot akademska disciplina in razumski študij krščanske doktrine vstopila v angleščino. V ožjem smislu je njena definicija že bila odkrita pri Boetiju in grških patrističnih avtorjih. Njihove razprave so zajemale študij lastnosti in opredelitve Božje narave. Danes je to podpodročje sistematične teologije - Bogoslovje, ki zajema pneumatologijo (vedo o Svetem duhu) in kristologijo (vedo o Jezusu Kristusu).
Od 17. stoletja naprej je mogoče govoriti o teologiji kot terminu, ki se nanaša na študij religioznih idej in učenj, ki niso nujno krščanska ali specifična za določeno religijo. Primer tega je na primer naravna teologija, ki je osnovana na študiju naravnih dejstev, neodvisnih od krščanskega razodetja.
Pojem Teologija je danes v prenesenem smislu lahko mišljena tudi kot »sistem teoretičnih principov, nepraktična ali ostra ideologija«. 